# Aurel Zehrer
Pour les articles homonymes, voir Zehrer.
Aurel Zehrer est un joueur international autrichien de rink hockey né le 20 octobre 1995. Il évolue, en 2015, au sein du RHC Wolfurt.

## Palmarès
En 2015 et en 2019, il participe au championnat du monde de rink hockey en France,.